# Opius salmossi
Opius salmossi är en stekelart som beskrevs av Fischer 1995. Opius salmossi ingår i släktet Opius och familjen bracksteklar. Inga underarter finns listade i Catalogue of Life.